# بلعربی
بلعربی (به عربی: بلعربی) یک شهرداری در الجزایر است که در استان سیدی بلعباس واقع شده‌است.